# Petalongan
Petalongan is een bestuurslaag in het regentschap Indragiri Hulu van de provincie Riau, Indonesië. Petalongan telt 1091 inwoners (volkstelling 2010).